# Ateleute globiceps
Ateleute globiceps là một loài tò vò trong họ Ichneumonidae.